# Sorbinian sodu
Sorbinian sodu (E201) – organiczny związek chemiczny, sól sodowa kwasu sorbinowego. Jego właściwości i spektrum zastosowania jest prawie takie same, jak dla kwasu sorbowego, jednakże forma sodowa (oraz inne jego sole) jest lepiej rozpuszczalna w wodzie.
Dopuszczalne dzienne spożycie wynosi 25 mg/kg ciała.
Sorbinian sodu jest stosowany jako konserwant do sałatek owocowych, wyrobów cukierniczych, lemoniady, pieczywa, skorupiaków, soku cytrynowego, wina oraz alkoholowego napoju jabłkowego, zwanego cydrem.